# Museo la Reggia dei Volsci
Il Museo la Reggia dei Volsci è il museo comunale di Carpineto Romano.
Il museo ospita oggetti della tradizione agricola, i costumi del Palio della Carriera, la più antica campana del Lazio (abbazia di Valvisciolo) ed è aperto al pubblico durante il fine settimana.